# جيزلبرت، كونت لوكسمبورغ
جيزلبرت (1007 - 14 أغسطس 1059)؛ كونت سالم ولونغوي، وأيضا كونت لوكسمبورغ من 1047 حتى وفاته في 1059، هو الأبن الثالث والثاني على قيد الحياة لـ فريدريك من لوكسمبورغ، كونت موزلغاو والدته ربما تكون إرمنترود، كونتيسة غليبورغ.
كان الكونت الأول لـ سالم ولونغوي، ومع شقيقه الأكبر هاينريش الثاني دون ورثة، بذلك ورث منها لوكسمبورغ وفضلاً عن ذلك دفاعه عن دير سان ماكسيمليان في ترير ودير سان فيليبرورود في إكترناخ؛ دخل في صراع رئيس أساقفة ترير بوبو حول الدير سان ماكسيمليان، تم تحكيم بينهما من قبل شقيقه أدالبيرو الثالث، رئيس أسافقة ميتز.

## الأسرة
تزوج جيزلبرت من امرأة غير معروفة؛ أنجبت له:-
- كونراد الأول (1040 - 1086)، كونت لوكسمبورغ.
- هيرمان الأول (توفي. 1088)، كونت سالم ، مؤسس أسرة سالم.
- أبنة، تزوج من تييري دي أمنسليبن.
- أبنة، تزوج في كونو، كونت أولتينجن.
- أدالبيرون (توفي 1097 في أنطاكية)، أحد رجال الدين في ميتز.
- جوتا، متزوجة من أودو من ليمبورغ.